# تپه نجو بران (ک - ۱۰)
تپه نجو بران (ک - ۱۰) مربوط به دوران پیش از تاریخ ایران باستان است و در شهرستان هرسین، روستای نجو بران واقع شده و این اثر در تاریخ ۲۴ فروردین ۱۳۸۲ با شمارهٔ ثبت ۸۱۴۵ به‌عنوان یکی از آثار ملی ایران به ثبت رسیده است.